# Sarstedt
Sarstedt é uma cidade da Alemanha localizada no distrito de Hildesheim, estado de Baixa Saxônia.